# Усть-Джегутинський район
Усть-Джегутинський район (абаз. Усть-Джьгваты район, кабард. Усть-Жэгуэтэ къедзыгъуэ
, карач.-балк. Джёгетей Аягъы район) - адміністративний район у складі Карачаєво-Черкеської Республіки.
Адміністративний центр - місто Усть-Джегута.

## Географія
Площа району - 911 км².

## Історія
12 січня 1957 року Черкеська автономна область була перетворена в Карачаєво-Черкеську АО у складі Ставропольського краю. Їй були також передані Зеленчуцький, Карачаївський і Усть-Джегутинський райони Ставропольського краю .

## Населення
Населення - 50 022 осіб.
Національний склад населення:
| Народ               | Чисельність в 2002 році * , людина | Чисельність в 2010 у, человек |
| ------------------- | ---------------------------------- | ----------------------------- |
| Карачаївці          | 31697 (60,7%)                      | 34938 (69,31%)                |
| Росіяни             | 12804 (24,5%)                      | 11047 (21,92%)                |
| Абазинці            | 4666 (8,9%)                        | 2252 (4,47%)                  |
| Черкеси             | 669 (1,3%)                         | 438 (0,87%)                   |
| Цигани              | н / д                              | 340 (0,67%)                   |
| Татари              | н / д                              | 235 (0,47%)                   |
| Українці            | 241 (0,5%)                         | 121 (0,24%)                   |
| Турки               | н / д                              | 98 (0,19%)                    |
| Ногаї               | 116 (0,2%)                         | 76 (0,15%)                    |
| Осетини             | 95 (0,2%)                          | 74 (0,15%)                    |
| Лезгини             | н / д                              | 74 (0,15%)                    |
| Вірмени             | н / д                              | 71 (0,14%)                    |
| Грузини             | н / д                              | 70 (0,14%)                    |
| Азербайджанці       | н / д                              | 61 (0,12%)                    |
| Чеченці             | н / д                              | 58 (0,12%)                    |
| Інші національності | 1899 (2,8%)                        | 454 (0,90%)                   |

 *  Включаючи аул Кубіна, який увійшов в 2006 році до складу Абазинського району.

## Пам'ятки
- Найбільший на Північному Кавказі міст-естакада з двосмуговим рухом через річку Кубань автодороги Черкеськ-Домбай. Перша черга відкрита в грудні 2012 року [4]